# Rendezvous with Rama (jeu vidéo)
Rendezvous with Rama est un jeu vidéo de type fiction interactive développé et édité par Telarium, sorti en 1984 sur DOS, Apple II, Commodore 64 et MSX.
Il est adapté du roman Rendez-vous avec Rama d'Arthur C. Clarke.